# Oscar-Edmond Ris-Paquot
Pour les articles homonymes, voir Paquot.
Oscar-Edmond Ris-Paquot est un artiste peintre, écrivain, critique d'art spécialiste de l'histoire de la faïence, né le 30 septembre 1835 à Amiens et mort le 25 décembre 1912 à Abbeville.

## Biographie
Hippolyte Oscar-Edmond Ris est né à Amiens le 30 septembre 1835. Son père Mathias Ris était capitaine d'un régiment de chasseurs à sa naissance puis commandant de cavalerie et chevalier de la Légion d'honneur. Après ses études au Lycée d'Amiens puis au Collège de Montdidier, son père veut le faire engager dans l'armée, ce qu'il refuse, ce qui lui vaut de devoir quitter sa ville natale pour se rendre à Paris à dix-sept ans.
Il se fait engager comme apprenti dessinateur ce qui le lance dans la carrière artistique dont il rêvait. La fréquentation des musées parisiens et ses voyages en Bretagne lui inspirent son premier ouvrage Histoire des 120 costumes et types bretons (Paris, 1862).
S'adressant surtout aux collectionneurs, il retrace l'histoire des fabriques, mais s'intéresse principalement à celle des décors et des marques permettant de les identifier. Il s'intéresse aussi très tôt aux techniques de restauration et conservation, l'ensemble de ces compétences lui valant d'être conservateur au Musée de la manufacture de céramique de Sèvres. Il publie plus tard des ouvrages consacrés à la photographie et à son application aux techniques d'impression comme la phototypie, la zincographie.
Il est membre correspondant de la Société des antiquaires de Picardie et membre de la Société photographique de Lille.
Le 16 juin 1864, il se marie avec Louise Paquot de quatorze ans son ainée, artiste-peintre également, à Amiens. Il se consacre dès lors à l'histoire de la céramique ancienne dont il rédige plusieurs ouvrages. 
Veuf en 1887, il se remarie à Marie Lore Céline Lévrien à Amiens en 1890. Il gardera toutefois le nom de sa première épouse accolé au sien.
Demeurant à Abbeville à cette époque, c'est là qu'il termine sa vie le 25 décembre 1912. Une importante vente de ses œuvres a lieu dans cette ville les 20 et 21 janvier 1913.

## Distinctions
- Officier d'académie
- Chevalier de l'Ordre de la Couronne de chêne
- Chevalier de l'Ordre d'Isabelle la Catholique[8]

## Œuvres

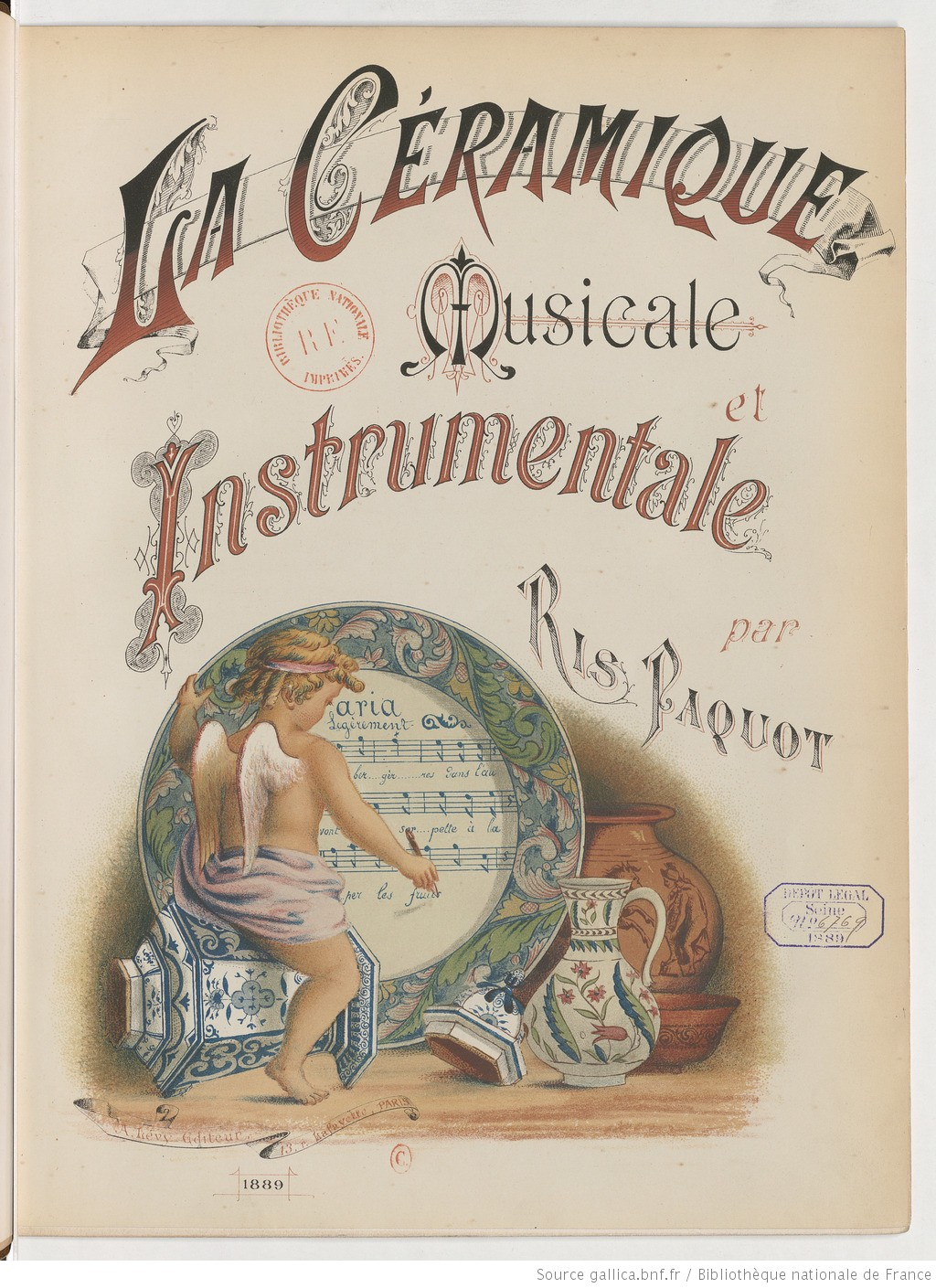
La céramique musicale et instrumentale (1889)

- Histoire des faÏences de Rouen (1870); pour servir de guide aux recherches des collectionneurs
- Dictionnaires des marques et monogrammes des faïences, poteries, grès, terre de pipe, terre cuite, porcelaines (1872): 2.700 marques répertoriées
- Manuel du collectionneur de faïences anciennes (1877): ouvrage initiant les amateurs et les gens du monde à la connaissance rapide des faïences anciennes françaises et étrangères
- Étude sur les émaux anciens (1881)
- La céramique musicale et instrumentale (1889)
- Traité pratique élémentaire de phototypie, à l'usage de MM. les imprimeurs, photographes et amateurs (1895)
- La Pratique de la photographie à la lumière artificielle (1910)